# 欧洲赛艇锦标赛
欧洲赛艇锦标赛（英語：European Rowing Championships）是世界赛艇联合会举办的欧洲赛艇赛事。1893年首次举办，最初非欧洲选手也可参赛。锦标赛在1974年至2006年期间一度停办。2007年再度举办，此之后该赛事仅限欧洲选手参加。